# Lazar Remen
Pour les articles homonymes, voir Remen.
Lazar Remen (Eliezer Remen) né à Białymstokuen, en Pologne, en 1907 et mort en 1974 en Israël est un médecin juif allemand qui fut le premier à démontrer l’efficacité du traitement anticholinestérasique dans la myasthénie, deux ans avant Mary Walker. Alors qu’il est encore un jeune assistant à l’hôpital de l’université de Münster en Westphalie il traite avec succès par la prostigmine un patient de 49 ans, sans cependant mentionner cet effet dans la discussion de son article.
Il immigre en 1933 en Palestine mandataire qui devient en 1948 l'État d'Israël. En 1964, il pratiquait encore la médecine générale à Petah Tikva en Israël.